# Первомайский (Пермь)
Первомайский — микрорайон в составе Индустриального района Перми.

## География
Микрорайон расположен к юго-западу от микрорайона Балатово, ограничен с запада речкой Пыж, с юга Западным обходом Перми, с востока промзоной, с севера строениями по адресу улицы 1-й Пыжевской.

## История
В 1951 году началось строительство Пермского нефтеперерабатывающего завода. Через некоторое время стали строить так называемый Аварийный поселок, предполагая разместить в нем рабочих и служащих, занятых на аварийных и спасательных работах. Точная дата переименования поселка пока не установлена. Критическим недостатком микрорайона стала близость к объектам Пермнефтеоргсинтеза, что вынудило руководство города к принятию мер по выселению жителей. В 1970-х годах они были расселены в других микрорайонах. Опустевшие дома заняли различные предприятия услуг и торговли.

## Улицы
Основная улица микрорайона: Промышленная. Параллельно ей проходят на западе Пыжевская 1-я и на востоке Теплопроводная 2-я улица. Перпендикулярно Промышленной улице расположены четыре Белоярских переулка.

## Транспорт
Через микрорайон проходят трамвайный маршрут 2 и автобусный маршрут 104.